# ЕВФРАТ
«Е1 ЕВФРАТ» — система электронного документооборота и автоматизации бизнес-процессов, разработанная российской компанией Cognitive Technologies. Система предназначена для комплексной автоматизации процессов делопроизводства, создания  электронных архивов документов, организации корпоративного документооборота, автоматизации типовых бизнес-процессов.
В качестве платформы используется собственная разработка компании – Cognitive Nexus, используемые СУБД (в том числе и бесплатные) - MS SQL Server, MySQL, Oracle, возможна реализация проектов и на других СУБД. Система может быть настроена для удовлетворения потребностей отдельных пользователей. Для этого реализован скриптовый язык, а также API для внешних плагинов и приложений. Возможна работа с удалёнными или распределёнными серверами.

## Описание и возможности
Система позволяет автоматизировать регистрацию документов и заданий, обеспечивает взаимодействие пользователей во время работы над документами (с разграничением прав доступа), даёт возможность поиска информации. Может производиться контроль за выполнением работ, а также отслеживание состояния процессов.
Подсистема взаимодействия удалённых серверов создана для обеспечения возможности взаимодействия между филиалами, а внутренняя почта позволяет общаться с использованием почтовых программ.

## Автоматизируемые процессы
- Электронное делопроизводство
- Электронный документооборот
- Электронный архив
- Управление договорной деятельностью
- Управление продажами
- Учёт и ведение работы с контрагентами
- Работа с финансовыми документами
- Работа с кадрами
- Бухгалтерский и налоговый учёты
- Документооборот для электронных торгов
- Автоматизация бизнес-процессов, workflow
- Выдача и контроль исполнения поручений
- Работа с обращениями граждан и м.д.

## Архитектура системы
Система Е1 Евфрат основана на архитектуре «клиент-сервер». Благодаря модулю веб-сервера доступ к системе может осуществляться через интернет.
Данные хранятся в СУБД: MS SQL Server, MySQL,Oracle, возможны проектные решения на DB2, Postgre.
Система построена на платформе нового поколения Сognitive Nexus, обеспечивающей роботизированную трансформацию потоков разнородных документов в СУБД, и предоставляющей расширенные возможности управления доступом и информационной безопасностью.
Платформа обеспечивает роботизированное построение базы данных на основе созданных с использованием встроенного в систему графического редактора маршрутов и форм документов. Благодаря применению данной платформы база данных более не является ограничением для развития и масштабирования системы, при этом организация получает возможность в любой момент изменить тип используемой базы данных.
Платформа является одной из наиболее перспективных инновационных разработок компании Cognitive Technologies и не имеет аналогов на российском рынке. На базе Cognitive Nexus могут быть реализованы системы управления документами любого масштаба и сложности. Cognitive Nexus позволяет решать целый пласт задач, связанных с созданием учётных систем любого назначения, начиная от традиционных CRM- и Helpdesk-систем и заканчивая специфическими системами сбора информации и требований. Ещё одной важной отличительной особенностью Cognitive Nexus является кроссплатформенность, что позволяет использовать её в решениях для любых организаций вне зависимости от применяемых ими СУБД.
Cognitive Technologies планирует изменения Е1 Евфрат:
- архитектура «сервер-сервер»
- работа в локальном режиме (без доступа в сеть)

## Модули
Система состоит из 11 базовых и 5 дополнительных модулей, однако существует возможность интеграции со сторонними продуктами и модулями.
К базовым модулям относятся:
- АРМ «Пользователь»;
- АРМ «Администратор»;
- дизайнер маршрутов (для создания процессов обработки документов);
- дизайнер форм;
- менеджер журналов и отчетов;
- настройка ЭЦП;
- монитор безопасности (логирование действий пользователей системы);
- почтовый клиент;
- взаимодействия удаленных серверов;
- автообработка документов и событий;
- ЕВФРАТ API.

Дополнительные модули системы:
- веб-сервер;
- архивариус (для долговременного хранения документов);
- понимание документов;
- работа с шаблонами;
- автоимпорт документов.